# دفترنامه بورجا

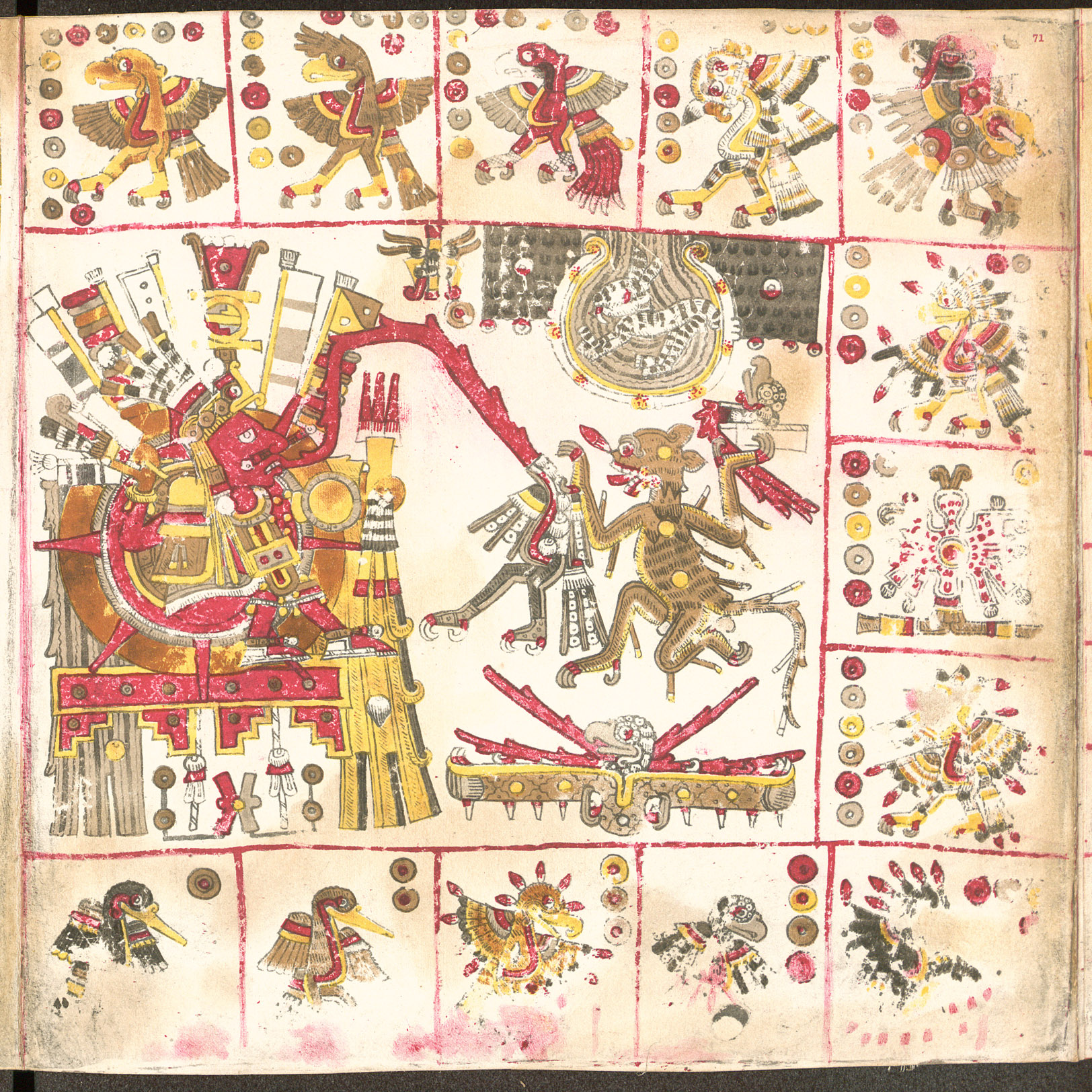
صفحه ۷۱ از دفترنامه بورجا

دفترنامه بورجا (انگلیسی: Codex Borgia) یکی از نسخه‌های خطی مشهور از تشریفات مذهبی آزتک‌ها است. اهمیت دفترنامه بورجا از آنجایی است که به اعتقاد برخی از محققان، این دفترنامه از معدود دفترنامه‌های باقیمانده‌ای است که پیش از فتح امپراتوری آزتک توسط اسپانیا نوشته شده‌است.